# Scrophularia sciophila
Scrophularia sciophila är en flenörtsväxtart som beskrevs av Heinrich Moritz Willkomm. Scrophularia sciophila ingår i släktet flenörter, och familjen flenörtsväxter. Inga underarter finns listade i Catalogue of Life.